# Прилевщина
Прилевщина (укр. Прилівщина; до 2024 года — Першотравневое) — село,
Першотравневый сельский совет,
Полтавский район (Полтавская область),
Полтавская область,
Украина.
Код КОАТУУ — 5321384001. Население по переписи 2001 года составляло 297 человек.
Является административным центром Першотравневого сельского совета, в который, кроме того, входят сёла
Великая Пожарня,
Килочки,
Круглое,
Свечкаревщина,
Храпачов Яр и
Шенгариевка.

## Географическое положение
Село Першотравневое находится в 3-х км от правого берега реки Грунь.
На расстоянии до 1 км расположены сёла Храпачов Яр, Килочки и Свечкаревщина.
К селу примыкают небольшие лесные массивы (дуб).

## История
- Основано после 1859 года как хутора Прилевщина[3] и Некрошевка[4]
- 1928 — переименовано в село Молотово[5] в честь наркома Вячеслава Молотова.
- 1958 — переименовано в село Першотравневое.

## Происхождение названия
Село названо в честь праздника весны и труда Первомая, отмечаемого в различных странах 1 мая; в СССР он назывался Международным днём солидарности трудящихся.
На территории Украиской ССР имелись 50 населённых населённых пунктов с названием Першотравневое и 27 — с названием Первомайское, из которых до тридцати находились в 1930-х годах в тогдашней Харьковской области, куда входило данное село.

## Экономика
- Молочно-товарная, птице-товарная, свино-товарная и овце-товарная ферма, машинно-тракторные мастерские.

## Объекты социальной сферы
- Детский сад.
- Школа.
- Клуб.
- Дом культуры.
- Фельдшерско-акушерский пункт.
- Больница.
- Спортивная площадка.
- Стадион.

## Достопримечательности
- Братская могила советских воинов.